# Спортивно-тренувальна база ФК «Дніпро»
Спортивно-тренувальна база ФК «Дніпро» — спортивно-тренувальна база дніпропетровського футбольного клубу «Дніпро». Знаходиться в житловому масиві на околиці міста Дніпро — у ж\м Придніпровськ (Самарський район). Була побудована в 1971 році. У 2005 було додатково зведено два корпуси. Знаходиться в 14 км від міжнародного аеропорту «Дніпро».

## Історія
Наприкінці 60-х «Дніпро» підвищився в класі, вийшов з Другої ліги до Першої. Внаслідок, виникла потреба в місці, де футболісти могли б жити і тренуватися. До 1971 року «Дніпро» базувався в «Дубраві» — базі відпочинку ракетного заводу «Південмаш». У 1971 році була відкрита спортивно-тренувальна база в ж/м Придніпровськ, місце для якої вибирав особисто тодішній головний тренер «Дніпра» Валерій Лобановський. У розпорядженні футболістів були два зелених поля, більярдна, озеро з рибою. У 1970—1980-х роках база «Дніпра» вважалася однією з кращих в Україні — там готувалася до матчів навіть національна збірна СРСР. У 2003 році, за рішенням керівництва ФК «Дніпро» базу було масштабно реконструйовано, було додатково зведено два корпуси і дві вулиці соснових будиночків для проживання футболістів. Будиночків 17 і в кожному з них може жити по 2 людини.

## Опис
Спортивно-тренувальна база знаходиться в лісо-парковій зоні житлового масиву Придніпровськ.

База складається з чотирьох стандартних трав'яних тренувальних полей, критого манежу з полем із штучним покриттям і трибунами на 506 місць (у якому грає дубль «Дніпра» і іноді проводить товариські матчі перша команда), котеджного містечка для проживання приїзджих футболістів і двох корпусів «А» і «Б». У корпусі «А» знаходяться клубний офіс ФК «Дніпро», житлові номери для тренерського складу і обслуговуючого персоналу, медико-відновлювальний центр, конференц-зал, кімната для наради тренерського складу, кімната для проведення теоретичних занять і ресторан. У корпусі «Б» — басейн, тренажерний зал, сауна та душові.

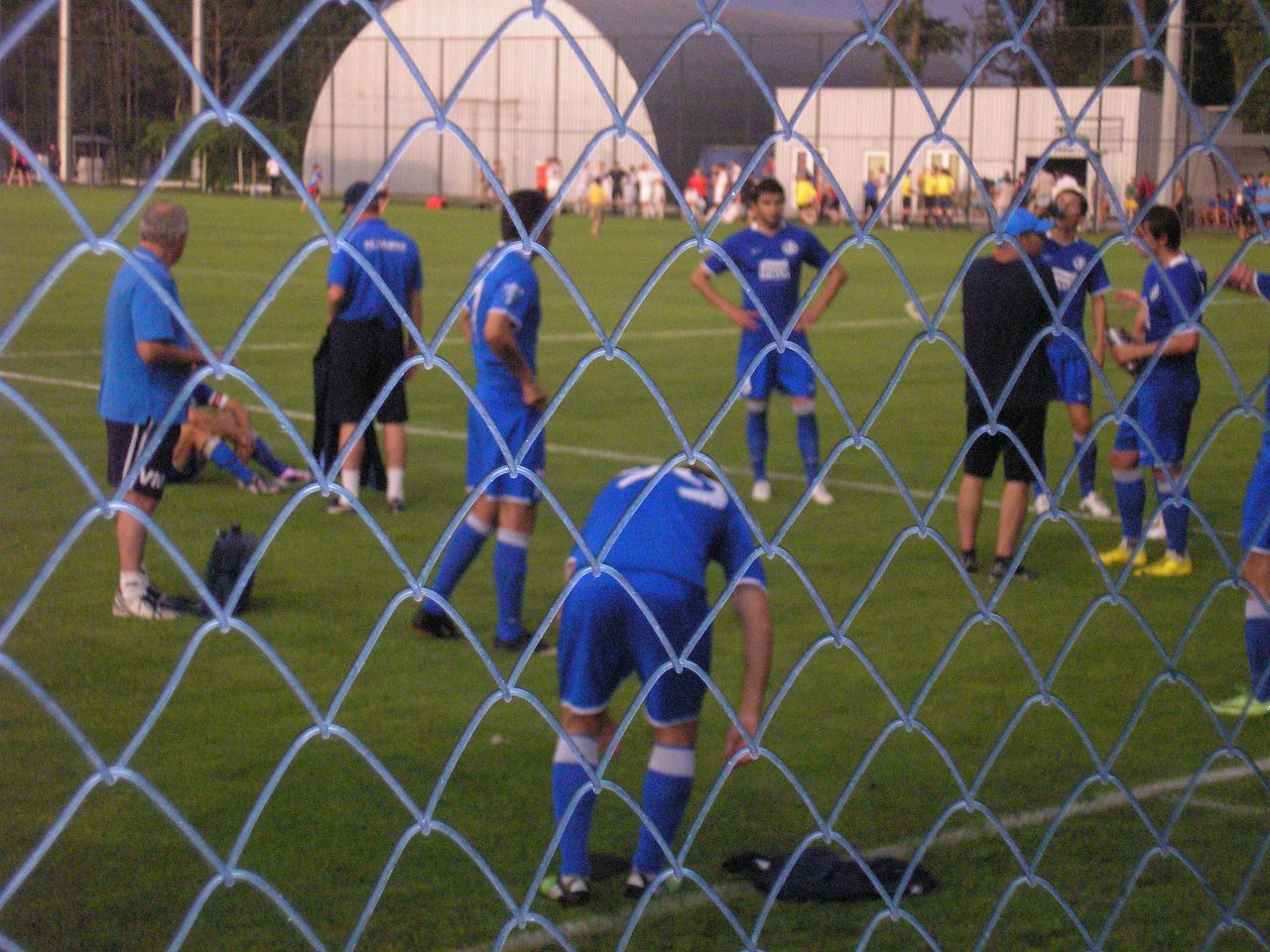
Футболісти «Дніпра» під час тренування на базі
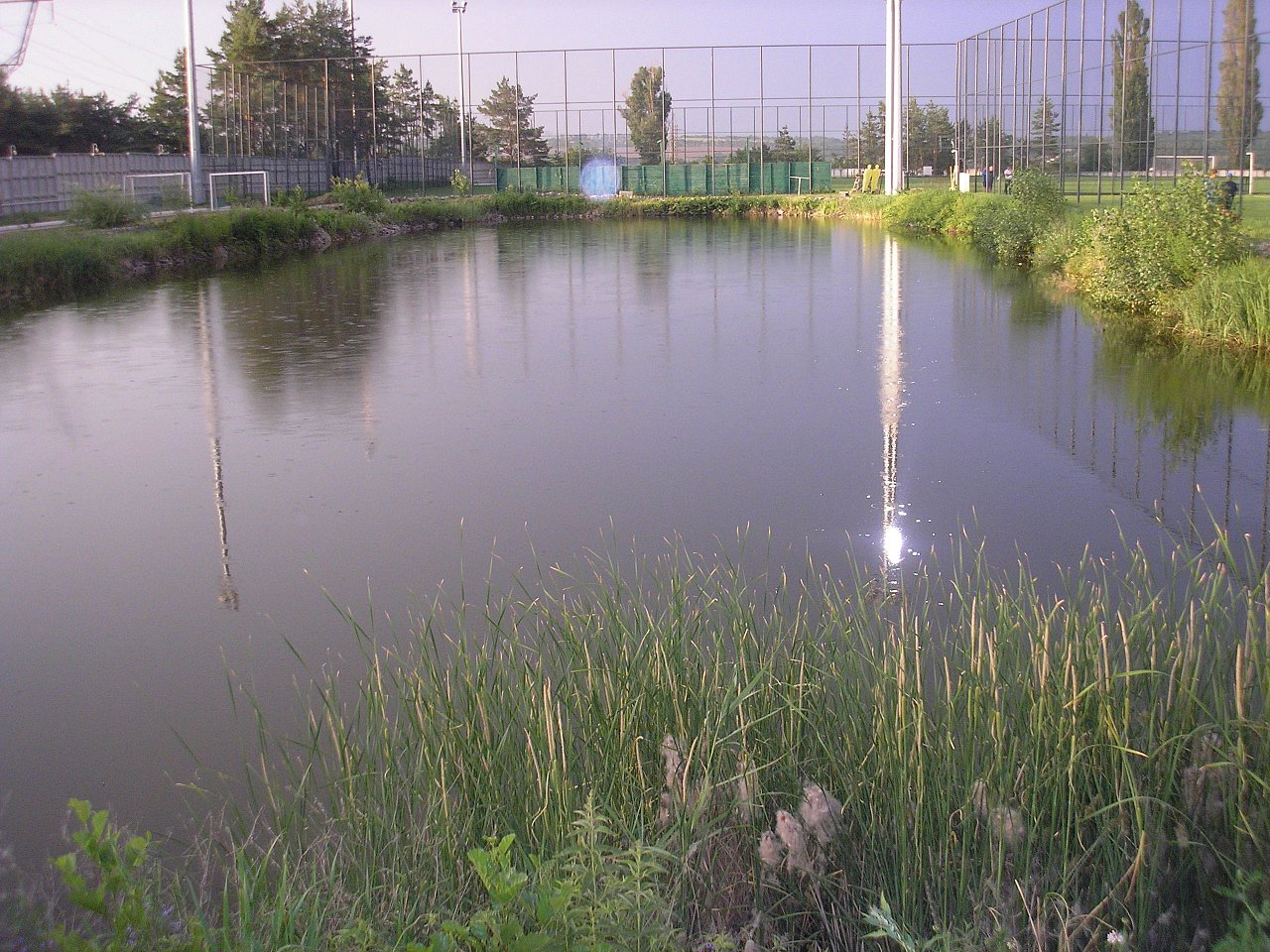
Озеро на базі
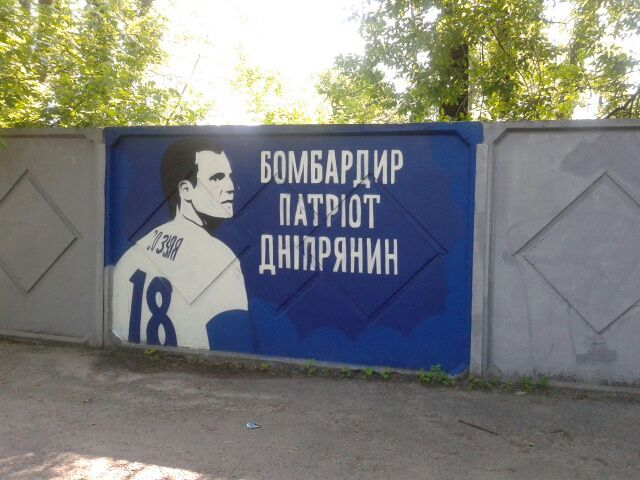
Графіті в честь Романа Зозулі